# Большие Метески
Больши́е Метески́ (тат. Олы Мәтәскә) — село в Тюлячинском районе Республики Татарстан, в составе Большеметескинского сельского поселения.

## Этимология
Топоним произошел от татарского слова «олы» (большой) и гидронима «Мәтәскә» (Метескибаш).

## География
Село находится на реке Метескибаш, в 7 км к западу от районного центра — села Тюлячи.

## История
Село основано в период Казанского ханства. В XVIII — первой половине XIX веков жители относились к категории государственных крестьян. Занимались земледелием, разведением скота, портняжным промыслом. По сведениям 1859 года, в селе была мечеть. 
В начале XX века здесь функционировали 2 мечети, 2 медресе, 2 водяные мельницы, кузница, крупообдирка, 4 мелочные лавки. В этот период земельный надел сельской общины составлял 1598 десятин. 
До 1920 года село входило в Пановскую волость Лаишевского уезда Казанской губернии. С 1920 года в составе Лаишевского, с 1927 года — Арского кантонов ТАССР. С 10 августа 1930 года в Сабинском, с 10 февраля 1935 года в Тюлячинском, с 12 октября 1959 года в Сабинском, с 4 октября 1991 года в Тюлячинском районах.

## Население
| 1782 | 1859 | 1897 | 1908 | 1920 | 1926 | 1938 | 1949 | 1958 | 1970 | 1979 | 1989 | 2000 | 2010 |
| ---- | ---- | ---- | ---- | ---- | ---- | ---- | ---- | ---- | ---- | ---- | ---- | ---- | ---- |
| 190  | 1209 | 1503 | 1633 | 1575 | 1177 | 1061 | 926  | 745  | 811  | 672  | 573  | 591  | 558  |

Национальный состав села — татары.

## Экономика
Жители занимаются полеводством, молочным скотоводством, пчеловодством.

## Инфраструктура
В селе действуют средняя школа, дом культуры, библиотека.

## Религия
Мечеть.